# Vernon Richards
Vernon Richards (Londres, 19 de Julho de 1915 -10 Dezembro de 2001) foi um editor, autor e anarquista anglo –italiano. Ele foi companheiro de Marie-Louise Berneri.

## Vida pessoal
Ao nascer foi registrado como Vero Recchioni. Estudou na Emanuel School e no King's College de Londres, onde formou-se como engenheiro civil. Ele ajudou seu pai Emidio Recchioni na divulgação de propaganda contra Benito Mussolini e o Fascismo, sendo preso em Paris em janeiro de 1935 e extraditado da França. Em 1936, ele publicou em colaboração com Camillo Berneri, um anarquista bilíngüe e antifascista, o jornal L'Italia Libera. Richards morreu em Hadleigh, Suffolk em 2001.

## Publicações
- Lessons Of The Spanish Revolution
- The impossibilities of social democracy
- Protest without Illusions
- A Weekend Photographer's Notebook
- George Orwell At Home (and Among the Anarchists). Essays and Photographs
- Why Work? Arguments for the Leisure Society
- Violence and Anarchism